# Quartier de la Porte-Dauphine

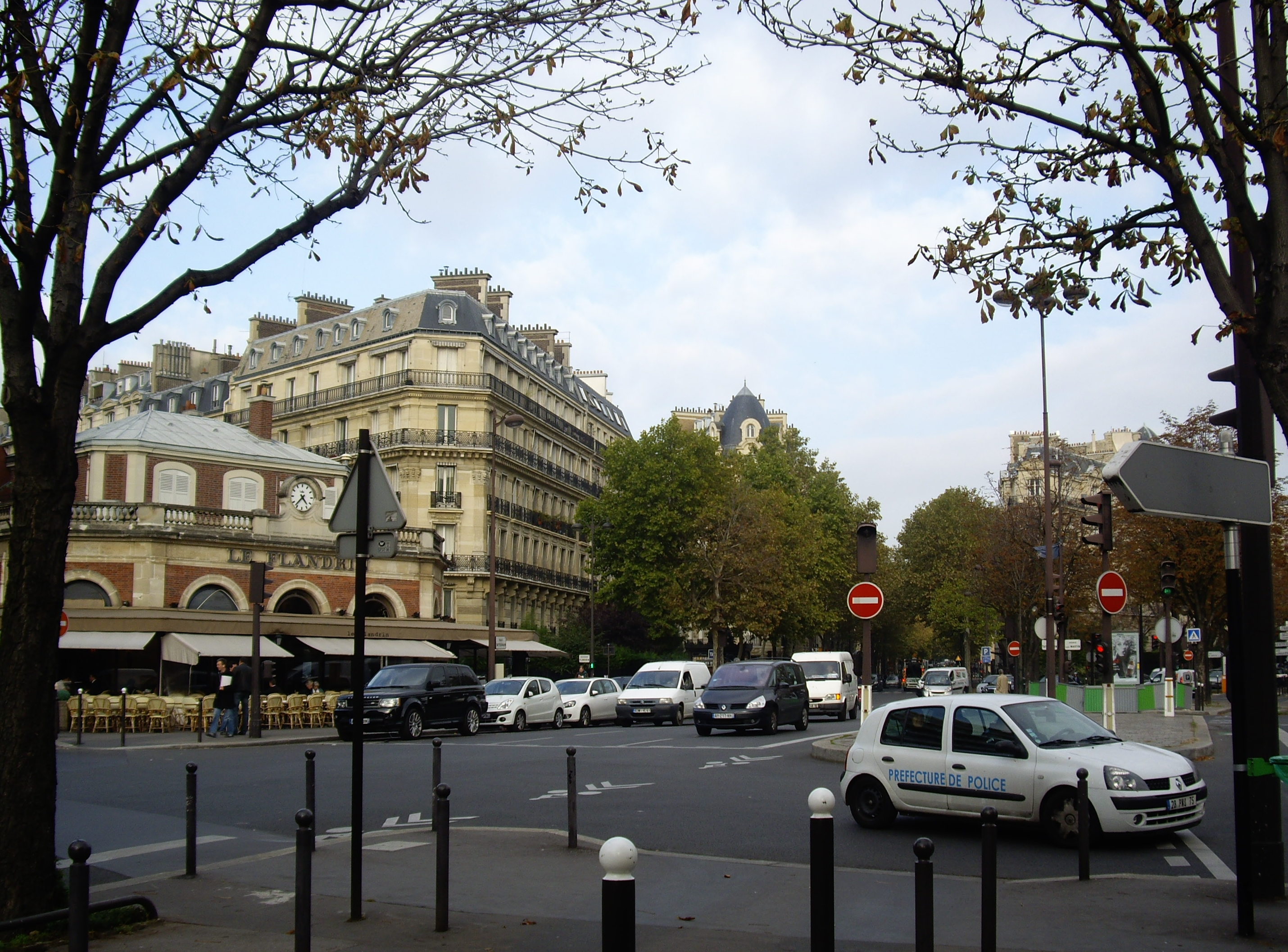
Avenue Henri-Martin

Quartier de la Porte-Dauphine (čtvrť Brána Dauphin) je 63. administrativní čtvrť v Paříži, která je součástí 16. městského obvodu. Má trojúhelníkovitý půdorys a rozlohu 141,4 ha. Její hranice tvoří ulice Avenue Georges-Mandel a Avenue Henri-Martin na jihu, Boulogneský lesík a Boulevard périphérique na západě a Avenue Raymond-Poincaré na východě.
Čtvrť byla pojmenována podle jedné z městských bran.

## Vývoj počtu obyvatel
| Rok sčítání | Počet obyvatel | Hustota zalidnění (ob./km²) |
| ----------- | -------------- | --------------------------- |
| 1954        | 36 648         | 25 918                      |
| 1962        | 39 033         | 27 605                      |
| 1968        | 37 931         | 26 825                      |
| 1975        | 33 860         | 23 946                      |
| 1982        | 30 672         | 21 692                      |
| 1990        | 29 222         | 20 666                      |
| 1999        | 27 423         | 19 394                      |